# Saxifraga cuneifolia
Saxifraga cuneifolia es una planta herbácea de la familia de las saxifragáceas. Es originaria de Europa.

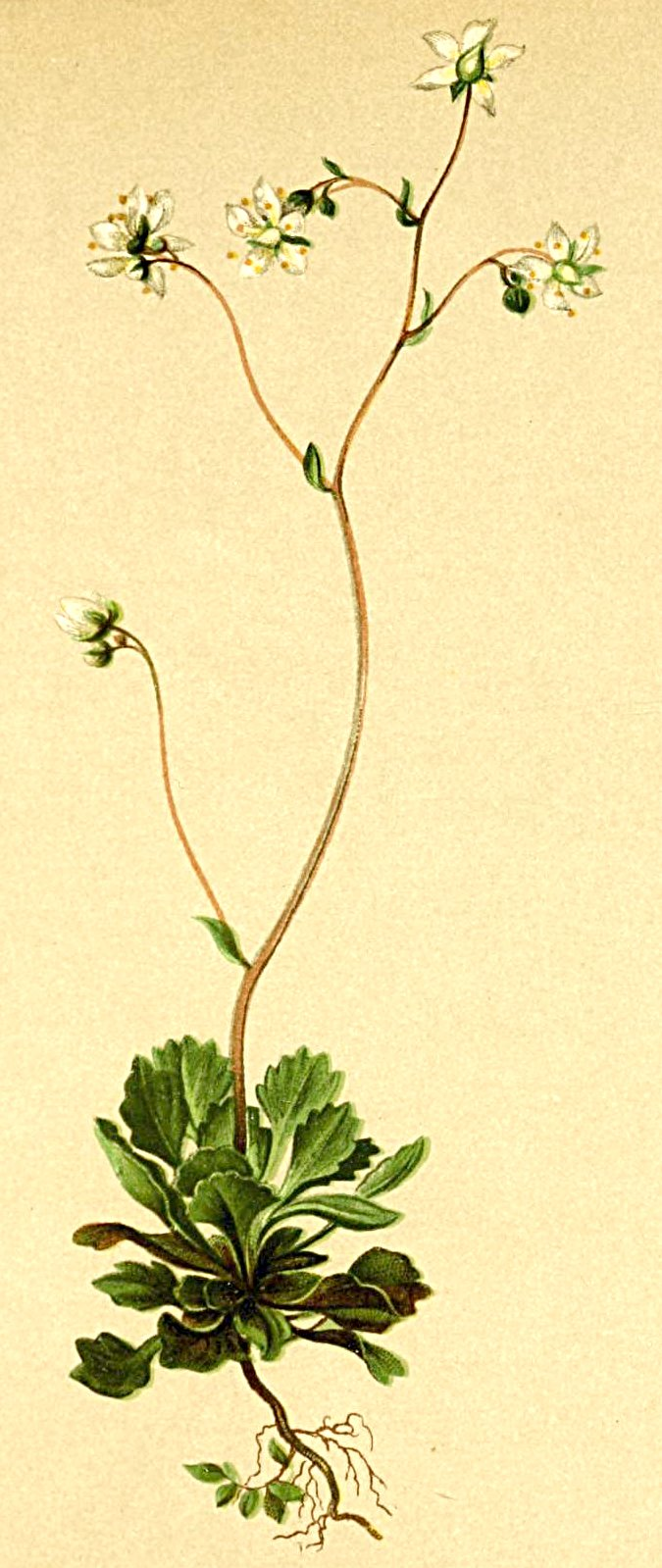
Ilustración

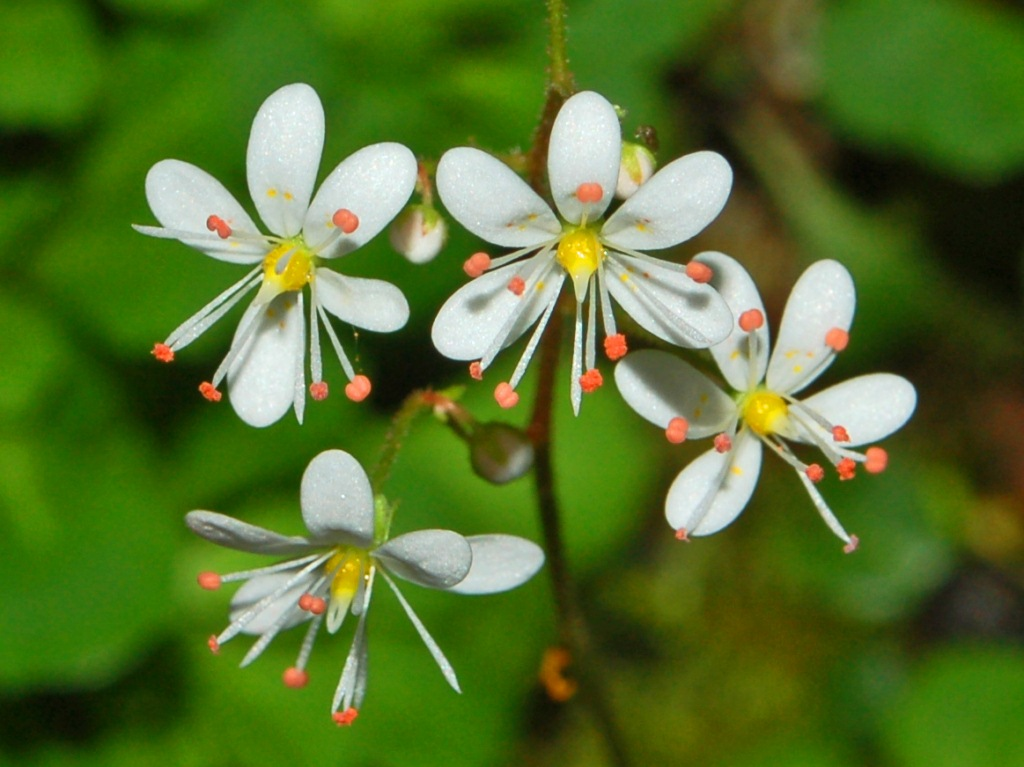
Flores

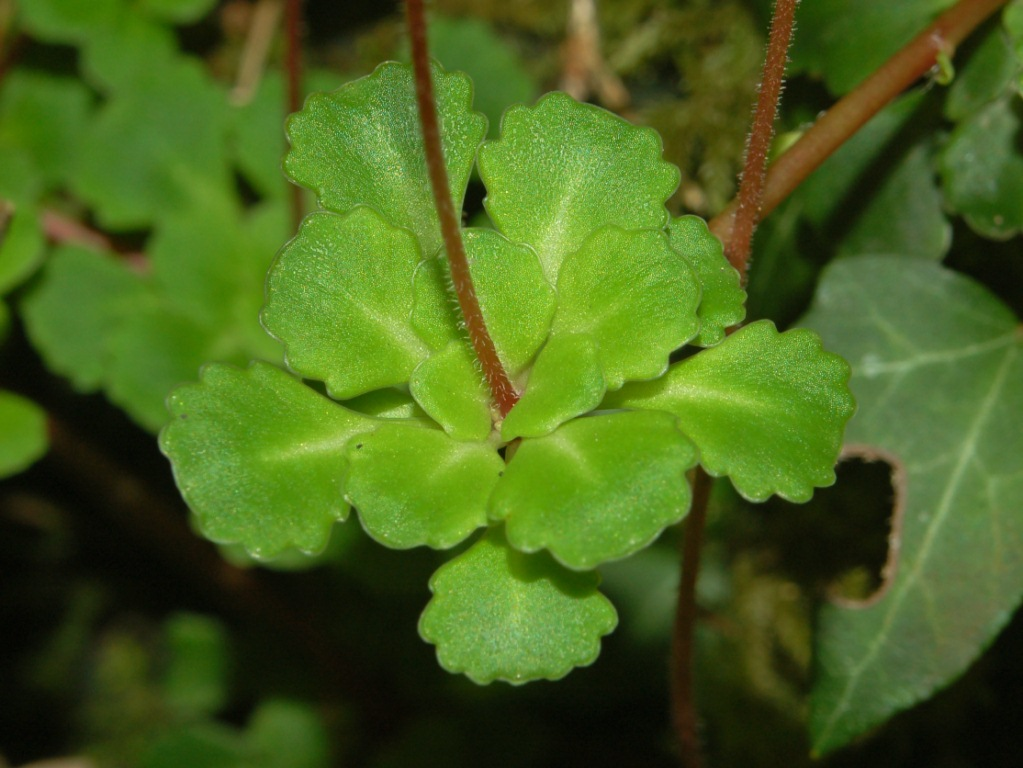
Hojas

## Descripción
Saxifraga cuneifolia alcanza un tamaño de 10 a 25 centímetros de altura. El tallo es leñoso y reptante. Las hojas son alternas y dispuestas en una roseta basal, son carnosas y ligeramente coriáceas,, obovadas o redondeadas y con muescas en los márgenes en forma de cuña. Las flores se agrupan en una inflorescencia suelta e irregularmente ramificada, con 5-15 flores. Los cinco pétalos son blancos, de 2,5 a 4 mm de largo. El período de floración se extiende de mayo a julio. La polinización es por los insectos. El fruto es una cápsula.

## Distribución
Saxifraga cuneifolia es nativa de las montañas de Europa central y meridional, desde el noroeste de España a través de los Pirineos, la región de Cevenas, los Alpes y los Apeninos, hasta los Cárpatos orientales y meridionales y el norte de Croacia y Bosnia-Herzegovina.

## Hábitat
Esta planta crece en los bosques (principalmente de haya o castaño), en rocas sombreadas y cantos rodados. Ocurre principalmente en zonas húmedas con suelos ricos en humus, a una altitud de 400-1,600 metros sobre el nivel del mar.

## Taxonomía
Saxifraga cuneifolia fue descrita por Carlos Linneo y publicado en Syst. Nat. ed. 10 2: 1026 1759.
Etimología
Saxifraga: nombre genérico que viene del latín saxum, ("piedra") y frangere, ("romper, quebrar"). Estas plantas se llaman así por su capacidad, según los antiguos, de romper las piedras con sus fuertes raíces. Así lo afirmaba Plinio, por ejemplo.
cuneifolia: epíteto latino que significa "con las hojas cónicas en la base".
Sinonimia
- Hydatica cuneifolia (L.) Raf.
- Robertsonia cuneifolia (L.) Haw.	[4]

## Híbridos
- Saxifraga x berolinensis
- Saxifraga x bucklandi	?
- Saxifraga x jaeggiana
- Saxifraga x mattfeldii
- Saxifraga x pseudo-fosteri
- Saxifraga x sospelensis
- Saxifraga x zimmeteri[5]